# Пауатан (Канзас)
Пауатан (енгл. Powhattan) град је у америчкој савезној држави Канзас.

## Демографија
По попису из 2010. године број становника је 77, што је 14 (-15,4%) становника мање него 2000. године.
| Група             | 2000.      | 2010.      |
| Белци             | 80 (87,9%) | 68 (88,3%) |
| Афроамериканци    | 0 (0,0%)   | 0 (0,0%)   |
| Азијати           | 0 (0,0%)   | 0 (0,0%)   |
| Хиспаноамериканци | 3 (3,3%)   | 2 (2,6%)   |
| Укупно            | 91         | 77         |